# Grupo de combate Checoslovaco
El grupo de combate checoslovaco es un grupo de combate de la Unión Europea liderado por la República Checa y reforzado por Eslovaquia.

## Historia
La decisión de firmar un grupo de combate conjunto de la República Checa con Eslovaquia se tomó en 2005, nada más comenzar el proyecto de los grupos de combate europeos, y se desarrolló durante el 2006. Entre 2006 y 2008, se negociaron los detalles sobre la cadena de mando que tendría el grupo. El grupo finalmente fue activado para el segundo semestre de 2009, estando totalmente operativo desde el 1 de julio hasta el 31 de diciembre de 2009.

## Estructura
La estructura del grupo consta de 2 600 efectivos divididos de la siguiente forma:
- República Checa: 2 200 efectivos
- Eslovaquia: 400 efectivos

De tal manera, el grupo de combate checoslovaco está especializado en el despliegue rápido de reacción, siendo capaz de desplegarse rápidamente a 6 000 km de Bruselas.